# Posterstein
Posterstein là một đô thị trong bang Thuringia. Đô thị này thuộc huyện Altenburger Land của Đức.
Các đô thị gần Posterstein gồm Heukewalde, Löbichau, Nöbdenitz, và Vollmershain ở huyện Altenburger Land; cũng như Paitzdorf và thành phố Ronneburg trong huyện Greiz.